# (1899) Crommelin
(1899) Crommelin – planetoida z pasa głównego asteroid okrążająca Słońce w ciągu 3 lat i 150 dni w średniej odległości 2,26 j.a. Została odkryta 26 października 1971 roku przez Luboša Kohoutka. Nazwa planetoidy pochodzi od Andrew Crommelina. Przed nadaniem nazwy planetoida nosiła oznaczenie tymczasowe (1899) 1971 UR1.